# 1693
Het jaar 1693 is het 93e jaar in de 17e eeuw volgens de christelijke jaartelling.

## Gebeurtenissen
januari
- 11 - Een uitbarsting van de Etna veroorzaakt een vernietigende aardbeving op Sicilië en Malta

juli
- 29 - Eerste Slag bij Neerwinden (Negenjarige Oorlog).

december
- 1 - Voor de Afrikaanse kust nabij Kaap de Goede Hoop vergaat de Gouden Buys. 188 bemanningsleden verdrinken.

zonder datum
- Franse inname van de steden Hoei en Charleroi (Negenjarige Oorlog).

## Bouwkunst

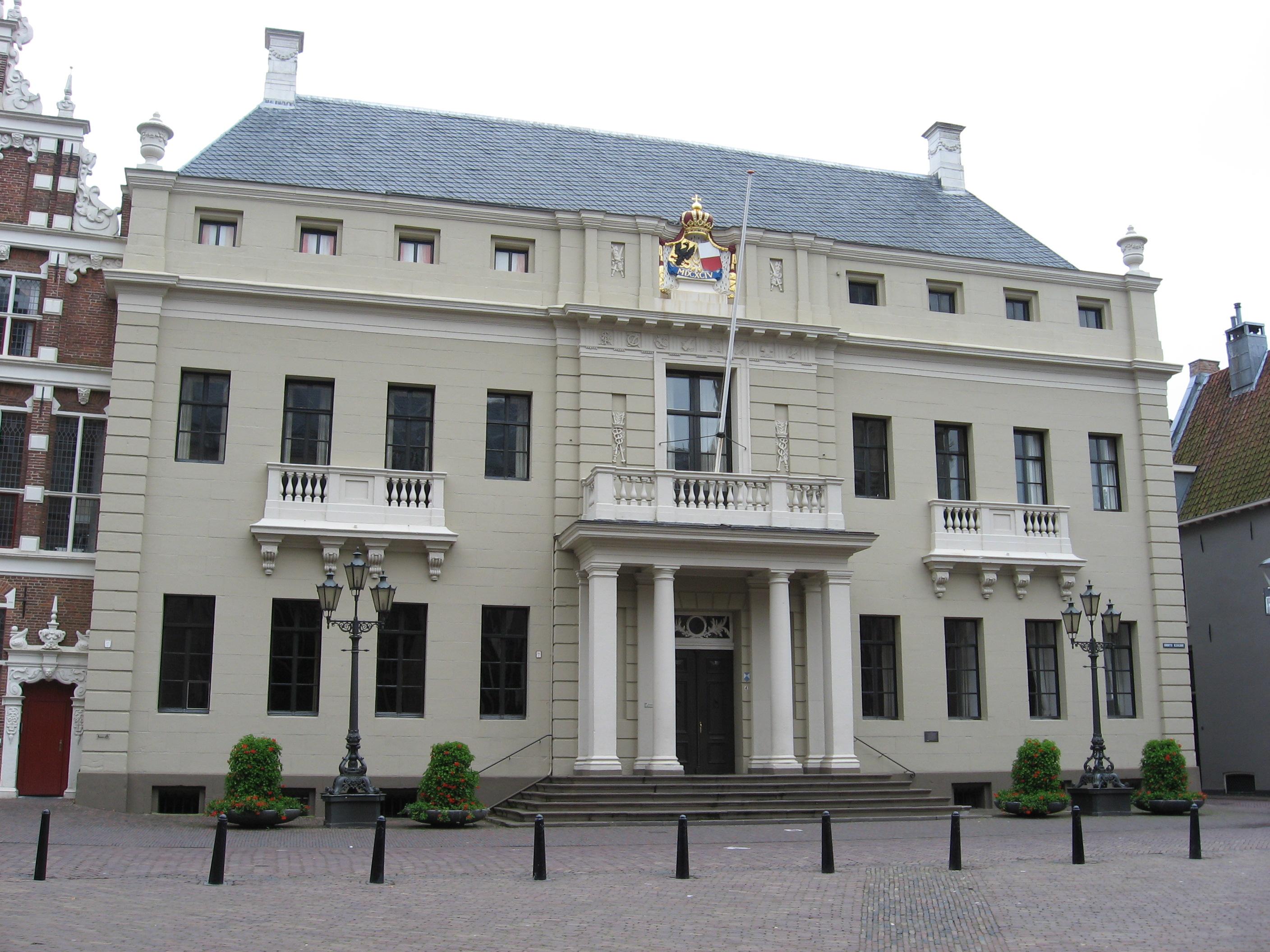
Stadhuis Deventer voorgevel (1693) Jacobus Roman
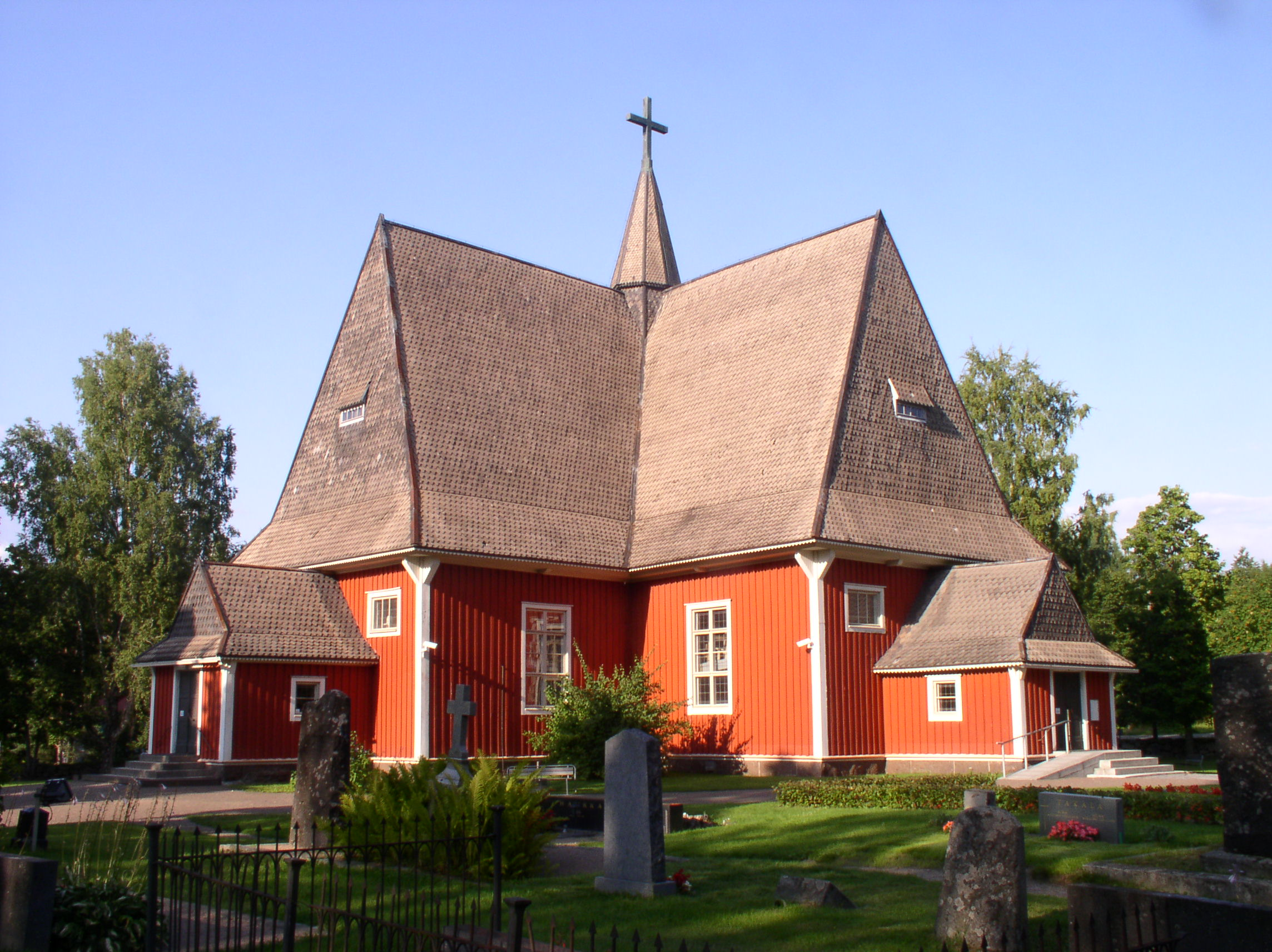
Kerk van Iitti Finland (1693)